# 738

## Esdeveniments
- Iraq (província del Califat): El governador omeia Khàlid ibn Abd-Al·lah al-Qasrí és deposat i empresonat. El substitueix Yússuf ibn Úmar ath-Thaqafí.
- Khorasan (província del Califat), Pèrsia: Nasr ibn Sayyar serà el darrer governador omeia de la regió, substituint el difunt Àssad ibn Abd-Al·lah.

## Naixements
- Kufa, Iraq: Al-Hàytham ibn Adí, historiador àrab (m. 821)

## Necrològiques
- 24 de desembre, Haran, Síria: Màslama ibn Abd-al-Màlik ibn Marwan, governador de l'emirat d'Armènia, Al-Jazira i Azerbaidjan.
- Khorasan (província del Califat), Pèrsia: Àssad ibn Abd-Al·lah, governador àrab de la regió.